# Gladiator (soundtrack)
Gladiator: Music From the Motion Picture is de originele soundtrack van de film de Gladiator uit 2000. De originele filmmuziek werd gecomponeerd door Hans Zimmer en Lisa Gerrard. 
Het album werd op 25 april 2000 uitgebracht door Decca Records. De muziek werd uitgevoerd door 'The Lyndhurst Orchestra' onder leiding van Gavin Greenaway en opgenomen in de Air Studios in London. De zang op sommige muziekstukken werd uitgevoegd door Lisa Gerrard. Additioneel muziek werd gecomponeerd door Klaus Badelt en Djivan Gasparyan. De muziek werd genomineerd voor een Oscar en Grammy Award en won een Golden Globe voor beste filmmuziek.

## Nummers
| Nr. | Titel               | Duur  |
| --- | ------------------- | ----- |
| 1   | Progeny             | 2:13  |
| 2   | The Wheat           | 1:03  |
| 3   | The Battle          | 10:02 |
| 4   | Earth               | 3:01  |
| 5   | Sorrow              | 1:26  |
| 6   | To Zucchabar        | 3:16  |
| 7   | Patricide           | 4:08  |
| 8   | The Emperor is Dead | 1:21  |
| 9   | The Might of Rome   | 5:18  |
| 10  | Strength and Honor  | 2:09  |
| 11  | Reunion             | 1:14  |
| 12  | Slave to Rome       | 1:00  |
| 13  | Barbarian Horde     | 10:33 |
| 14  | Am I Not Merciful?  | 6:33  |
| 15  | Elysium             | 2:41  |
| 16  | Honor Him           | 1:19  |
| 17  | Now We Are Free     | 4:14  |

## Hitnoteringen

### NederlandseAlbum Top 100
| Hitnotering: (Week 1 t/m 8) 03-06-2000 t/m 22-07-2000 Hitnotering: (Week 9 t/m 12) 28-04-2001 t/m 19-05-2001 | Hitnotering: (Week 1 t/m 8) 03-06-2000 t/m 22-07-2000 Hitnotering: (Week 9 t/m 12) 28-04-2001 t/m 19-05-2001 | Hitnotering: (Week 1 t/m 8) 03-06-2000 t/m 22-07-2000 Hitnotering: (Week 9 t/m 12) 28-04-2001 t/m 19-05-2001 | Hitnotering: (Week 1 t/m 8) 03-06-2000 t/m 22-07-2000 Hitnotering: (Week 9 t/m 12) 28-04-2001 t/m 19-05-2001 | Hitnotering: (Week 1 t/m 8) 03-06-2000 t/m 22-07-2000 Hitnotering: (Week 9 t/m 12) 28-04-2001 t/m 19-05-2001 | Hitnotering: (Week 1 t/m 8) 03-06-2000 t/m 22-07-2000 Hitnotering: (Week 9 t/m 12) 28-04-2001 t/m 19-05-2001 | Hitnotering: (Week 1 t/m 8) 03-06-2000 t/m 22-07-2000 Hitnotering: (Week 9 t/m 12) 28-04-2001 t/m 19-05-2001 | Hitnotering: (Week 1 t/m 8) 03-06-2000 t/m 22-07-2000 Hitnotering: (Week 9 t/m 12) 28-04-2001 t/m 19-05-2001 |
| Week: | 1 | 2 | 3 | 4 | 5 | 6 | 7 |
| --- | --- | --- | --- | --- | --- | --- | --- |
| Positie: | 78 | 59 | 57 | 70 | 86 | 85 | 95 |
| Week | 8 | | 9 | 10 | 11 | 12 | |
| Positie: | 98 | uit | 93 | 88 | 88 | 96 | uit |

### VlaamseUltratop 100Albums
| Hitnotering: 02-09-2000 | Hitnotering: 02-09-2000 | Hitnotering: 02-09-2000 |
| Week:                   | 1                       |                         |
| ----------------------- | ----------------------- | ----------------------- |
| Positie:                | 46                      | uit                     |

### NPO Klassiek Filmmuziek Top 200
| Gladiator in de NPO Klassiek Filmmuziek Top 200 | Gladiator in de NPO Klassiek Filmmuziek Top 200 | Gladiator in de NPO Klassiek Filmmuziek Top 200 | Gladiator in de NPO Klassiek Filmmuziek Top 200 | Gladiator in de NPO Klassiek Filmmuziek Top 200 | Gladiator in de NPO Klassiek Filmmuziek Top 200 | Gladiator in de NPO Klassiek Filmmuziek Top 200 | Gladiator in de NPO Klassiek Filmmuziek Top 200 | Gladiator in de NPO Klassiek Filmmuziek Top 200 | Gladiator in de NPO Klassiek Filmmuziek Top 200 | Gladiator in de NPO Klassiek Filmmuziek Top 200 |
| Jaar                                            | 2016                                            | 2017                                            | 2018                                            | 2019                                            | 2020                                            | 2021                                            | 2022                                            | 2023                                            | 2024                                            | 2025                                            |
| ----------------------------------------------- | ----------------------------------------------- | ----------------------------------------------- | ----------------------------------------------- | ----------------------------------------------- | ----------------------------------------------- | ----------------------------------------------- | ----------------------------------------------- | ----------------------------------------------- | ----------------------------------------------- | ----------------------------------------------- |
| Positie                                         | 22                                              | 15                                              | 17                                              | 9                                               | 10                                              | 13                                              | 14                                              | 18                                              | 18                                              | 14                                              |

## More Music From the Motion Picture
Op 27 februari 2001 bracht Decca Records een tweede soundtrack uit met de titel: Gladiator: More Music From the Motion Picture. Het album bevat 18 tracks, waaronder remixen van eerdere partituren zoals "Now We Are Free". Enkele nummers zijn voorzien van een dialoog uit de film. Additioneel muziek werd gecomponeerd door Jeff Rona.

## Nummers
| Nr. | Titel                                                                   | Duur |
| --- | ----------------------------------------------------------------------- | ---- |
| 1   | Duduk of the North                                                      | 5:33 |
| 2   | Now We Are Free (Juba's mix)                                            | 4:47 |
| 3   | The Protector of Rome (Dialoog: Richard Harris & Russell Crowe)         | 1:25 |
| 4   | Homecoming (Dialoog: Joaquin Phoenix & Russell Crowe)                   | 3:35 |
| 5   | The General Who Became a Slave                                          | 3:03 |
| 6   | The Slave Who Became a Gladiator (Dialoog: Oliver Reed & Russell Crowe) | 6:11 |
| 7   | Secrets                                                                 | 1:59 |
| 8   | Rome Is the Light                                                       | 2:43 |
| 9   | All That Remains                                                        | 0:54 |
| 10  | Maximus                                                                 | 1:09 |
| 11  | Marrakesh Marketplace                                                   | 0:42 |
| 12  | The Gladiator Waltz (Dialoog: Russell Crowe)                            | 8:25 |
| 13  | Figurines                                                               | 1:01 |
| 14  | The Mob                                                                 | 2:22 |
| 15  | Busy Little Bee (Dialoog: Connie Nielsen & Russell Crowe)               | 3:47 |
| 16  | Death Smiles at Us All (Dialoog: Joaquin Phoenix & Russell Crowe)       | 2:29 |
| 17  | Not Yet (Dialoog: Djimon Hounsou)                                       | 1:32 |
| 18  | Now We Are Free (Maximus mix)                                           | 6:21 |

## Solisten
- Klaus Badelt – Synthesizer
- Djivan Gasparyan – Doedoek
- Lisa Gerrard – Zang
- Heitor Pereira – Gitaar
- Jeff Rona – Fluit
- Hans Zimmer – Synthesizer

## Prijzen en nominaties
Zimmer en Gerrard ontvingen voor de muziek van Gladiator enkele prijzen en nominaties, de belangrijkste:
| Jaar | Prijs                 | Categorie                                                                          | Genomineerde(n)            | Uitslag     |
| ---- | --------------------- | ---------------------------------------------------------------------------------- | -------------------------- | ----------- |
| 2001 | Academy Award         | Beste filmmuziek                                                                   | Hans Zimmer                | Genomineerd |
| 2001 | BAFTA Award           | Beste filmmuziek                                                                   | Hans Zimmer & Lisa Gerrard | Genomineerd |
| 2001 | Critics' Choice Award | Beste filmmuziek                                                                   | Hans Zimmer                | Gewonnen    |
| 2001 | Golden Globe          | Beste filmmuziek                                                                   | Hans Zimmer & Lisa Gerrard | Gewonnen    |
| 2001 | Grammy Award          | Best Score Soundtrack Album for a Motion Picture, Television or Other Visual Media | Hans Zimmer & Lisa Gerrard | Genomineerd |
| 2001 | Satellite Award       | Beste soundtrack                                                                   | Hans Zimmer & Lisa Gerrard | Gewonnen    |